# Мученичество святого Себастьяна (картина де Латура)
«Му́ченичество свято́го Себастья́на» (такое название картины используется в научной литературе на русском языке, оригинальное название в каталоге Лувра и на официальном сайте музея — фр. «Saint Sébastien soigné par Irène», дословно — «Святой Себастьян, окружённый заботой святой Ирины» или «Святая Ирина, ухаживающая за святым Себастьяном») — полотно французского художника Жоржа де Латура, сохранившееся в двух вариантах. Вариант, входящий в состав коллекции Лувра, рассматривается многими искусствоведами как авторский, а вариант из Берлина — как работа сына художника Этьена, переработанная им самим.
Исследователи отмечают необычную для первой половины XVII века иконографию картины, которая в некотором смысле противоречит сюжету легенды о мученичестве святого Себастьяна, и уникальную для творчества де Латура композицию картины.

## История создания и судьба картины

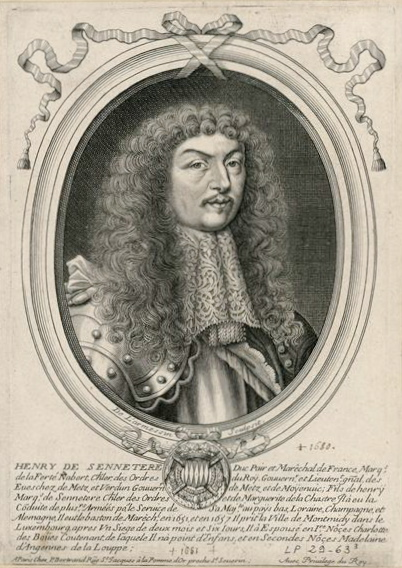
Никола II де Лармессен. Анри де Ла Ферте-Сеннетер (1599—1681) — первый владелец картины

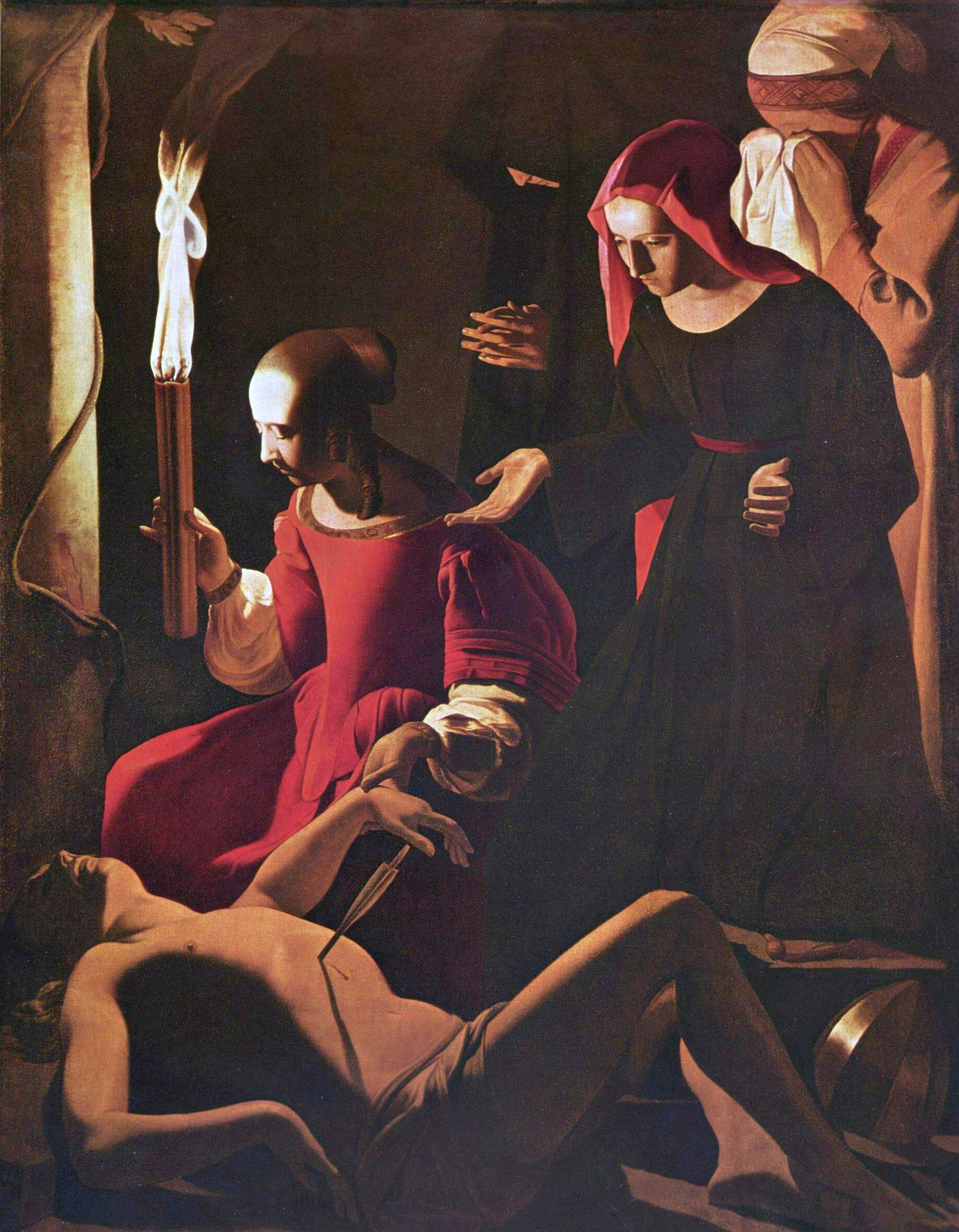
Жорж и Этьен де Латур. Святой Себастьян, 1650. Картина из коллекции Берлинской картинной галереи

Вариант картины, находящийся в коллекции Лувра, впервые привлёк внимание специалистов в 1945 году. Полотно стало объектом серьёзных исследований, которые основывались на сопоставлении его с ещё одним вариантом этой работы художника, находящимся в коллекции Берлинской картинной галереи. Исследователи творчества де Латура тогда на длительное время пришли к единому мнению, признав в обеих картинах оригиналы, принадлежащие кисти художника. Так продолжалось до выставки 1972 года в Париже, на которой были представлены оба полотна и специалисты впервые получили возможность их непосредственного сопоставления. Оно продемонстрировало безусловное превосходство работы из Лувра, которое теперь признаётся всеми специалистами. Рентгенография этой картины, сделанная тогда, показала присутствие многочисленных авторских правок, которые подтверждают мнение искусствоведов. Французский искусствовед Жак Тюилье предположил, что берлинская версия картины была репликой Этьена (фр. Étienne de La Tour), сына Жоржа де Латура, которая была завершена его отцом «и которая имеет право называться оригиналом». В настоящее время, как правило, эта версия считается добросовестной, но лишь ранней копией картины. «Святой Себастьян» из Лувра воспринимается, напротив, как поздняя работа самого художника, подаренная городом Люневилем губернатору Лотарингии маркизу Анри де Ла Ферте-Сеннетеру в конце 1649 года.

### Вариант «Мученичества святого Себастьяна» из Берлинской картинной галереи
Размер картины из Берлинской картинной галереи — 160 на 129 сантиметров, техника — масляная живопись по холсту. Считается, что она выполнена около 1650 года (хотя в некоторых исследованиях указывается и 1634—1643 годы).
В 1927 году на берлинскую картину впервые обратили внимание специалисты, когда она была представлена на нью-йоркском аукционе как произведение анонимного последователя Яна Вермеера Дельфтского. Абрахам Бредиус и Герман Фосс впервые определили её как творение де Латура, под его именем она была приобретена Музеем кайзера Фридриха. Французский искусствовед Шарль Стерлинг считал берлинскую картину примером раннего творчества художника. София-Мод-Мери Фернес считала «Себастьяна» самой ранней картиной художника, мотивируя это тем, что на ранних картинах всегда присутствует видимый источник света (в данном случае — факел), а поздние якобы его лишены.
В настоящее время картина воспринимается специалистами как образец позднего творчества художника, в создании которого очевидно участие художников его мастерской (возможно, деятельное участие принимал сын художника — Этьен).

### Вариант «Мученичества святого Себастьяна» из Лувра
Обнаруженные документы позволили датировать картину 1649 годом, соотнеся с ней известие, что картина на данный сюжет была заказом де Латуру жителей города Люневиля для вручения правителю Лотарингии маркизу Анри де Ла Ферте-Сеннетеру. Она была оплачена 700 франками, а переговоры между художником и представителями городских властей настолько затянулись, что было заказано и выпито четыре кувшина с вином, оплаченные за городской счёт.
Вероятно, картина долгое время находилась в аббатстве Лир (фр. Lyre) вблизи города Эврё (ныне оно не существует). Она привлекла к себе внимание специалистов в 1945 году, когда находилась в церкви города Буа-Анзре. Затем картина находилась в приходской церкви Сен-Мартен в Брольи (1951). Картина была представлена в Лувре в ходе выставки произведений де Латура в 1972 году, тогда она оказалась впервые свободно доступна для публики и специалистов. Она была приобретена Лувром в 1979 году на средства «Общества друзей Лувра». Инвентарный номер — R. F. 1979-53. Демонстрируется в зале № 28 на втором этаже корпуса Сюлли. Высота картины из Лувра — 167, а ширина — 131 сантиметр, техника — масляная живопись по холсту.
Кроме оригинального названия в каталоге Лувра и на официальном сайте музея (фр. «Saint Sébastien soigné par Irène», «Святая Ирина, ухаживающая за святым Себастьяном»), полотно именуется также «Святой Себастьян, оплакиваемый святой Ириной» (фр. «Saint Sébastien pleuré par Sainte Irène»), в научной литературе также употребляются и другие названия: «Святой Себастьян из Буа-Анзре» (фр. «Saint Sébastien de Bois-Anzeray») и «Вертикальный Святой Себастьян» (фр. «Saint Sébastien en hauteur»).
На картине присутствуют хорошо заметные швы. Высказывалось предположение (Юлисс Муссалли), что художник сначала создавал некое композиционное ядро на особом холсте (такое ядро в картине «Святой Себастьян» имеет ширину около 95 сантиметров), а после этого подшивал к нему другие холсты с новыми отдельно написанными фигурами. При этом каждый новый подшитый холст представлял собой «эскиз в размере картины» (или «проект кадрировки»). Подобным образом действительно работали некоторые караваджисты, Муссалли этим объясняет отсутствие дошедших до нас рисунков, этюдов или эскизов де Латура. При таком методе работы они ему были не слишком нужны. Юрий Золотов объясняет присутствие швов провинциальным положением Люневиля, где жил художник. Здесь невозможно было, по его мнению, найти качественный холст большого размера.

### Картина «Святая Ирина врачует святого Себастьяна» де Латура
По свидетельству автора XVIII века Огюстена Кальме, оригинал некоей картины работы Жоржа де Латура, изображающей святого Себастьяна, принадлежал французскому королю Людовику XIII. По версии современных искусствоведов, королю в 1634—1639 годах художник лично представил другую свою картину вытянутого в ширину формата — «Мученичество святого Себастьяна» («Святая Ирина врачует святого Себастьяна» или «Святой Себастьян в свете фонаря», фр. «Saint Sébastien en large», фр. «Saint Sébastien à la lanterne», иногда фигурирует и как фр. «Saint Sébastien soigné par Irène»), которая дошла до нашего времени только в многочисленных копиях. Считается, что именно за неё он был пожалован званием Ординарного королевского живописца. В соответствии с этим свидетельством, король, получив картину от художника, приказал даже убрать все другие полотна из своей комнаты:

«…[Латур] представил королю Людовику XIII картину в своей манере, изображающую святого Себастьяна в ночи; эта вещь была столь совершенного вкуса, что король велел убрать из своей комнаты все другие картины, оставив только её. Латур уже представил похожую герцогу Карлу IV. Эта картина находится в замке Удемон близ Нанси»— Юрий Золотов. Жорж де Ла Тур
По данным некоторых историков искусства, копий полотна, не сохранившегося до нашего времени, может насчитываться до десяти, некоторые из которых были представлены в Париже на выставке, посвящённой художнику, в 1997—1998 годах.

## Сюжет, его иконография и особенности его трактовки художником

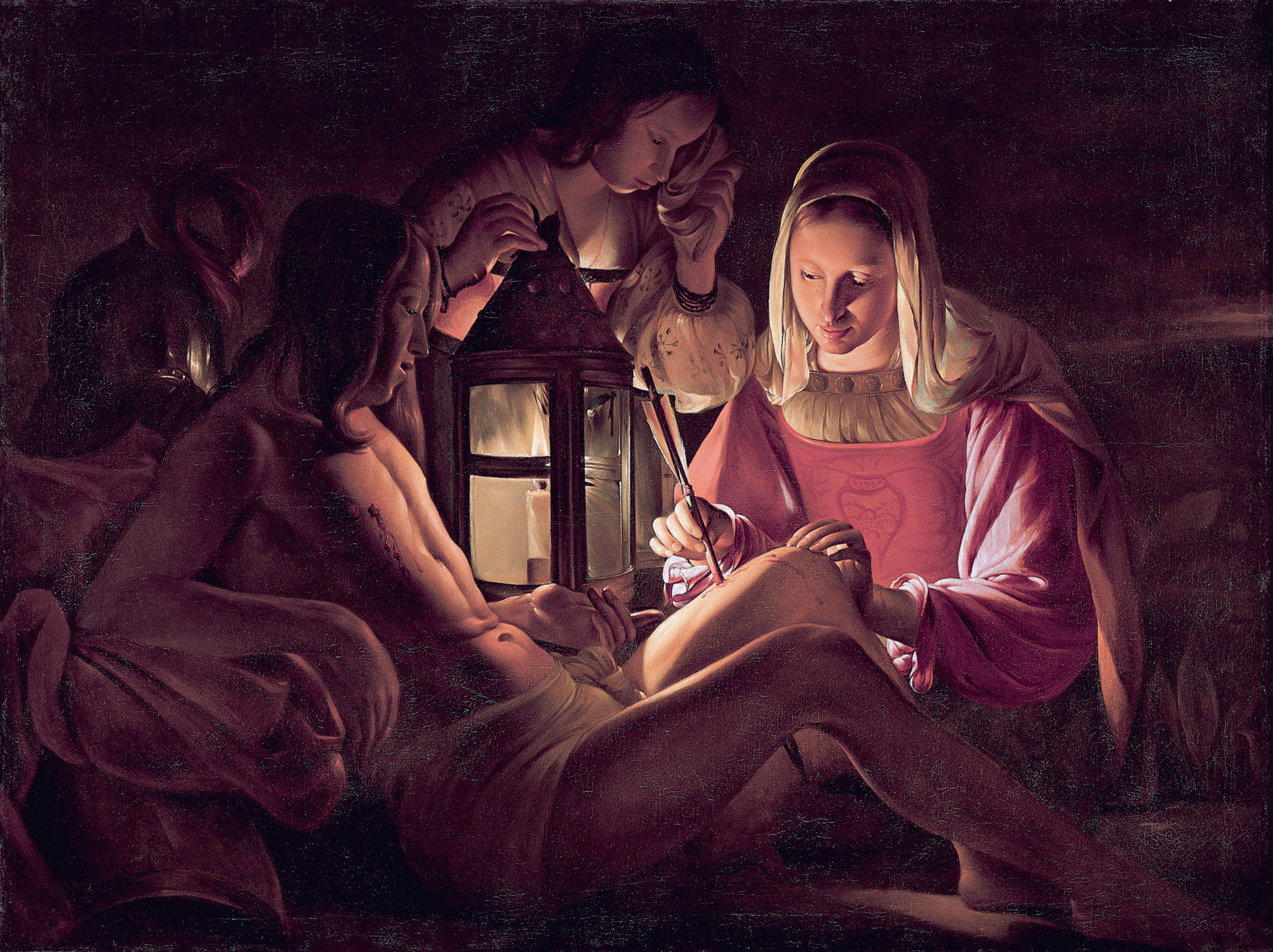
Неизвестный художник. Копия с несохранившейся картины Жоржа де Латура («Святая Ирина врачует святого Себастьяна»), 1630-е годы,

По легенде, святой погиб мученической смертью при императорах-соправителях Диоклетиане и Максимиане. Он был воином элитной Первой когорты императорской гвардии. «Золотая легенда», популярная в средние века, рассказывает, что император Диоклетиан призвал святого к себе и сказал: «Я всегда отличал тебя среди первых моих придворных, ты же тайно умышлял нанести ущерб моему благополучию и бесчестил наших богов». Император приказал привязать его посреди поля и расстрелять из луков. Решив, что Себастьян умер, стражники ушли. Через несколько дней, чудесным образом освободившись от уз, святой поднялся по ступеням императорского дворца и стал обличать выходящих императоров в злодеяниях, которые они совершили против христиан. Тогда император приказал бить Себастьяна палками, пока тот не лишится жизни, и бросить его тело в клоаку, чтобы христиане не смогли почитать его как мученика. На следующую ночь святой Себастьян явился святой Луции и открыл ей, где находится его тело, приказав похоронить его рядом с останками апостолов. В некоторых вариантах легенды утверждается, что некая жена святого мученика Кастула, по имени Ирина, придя ночью, чтобы похоронить тело святого Себастьяна после его первой казни, нашла его живым и перенесла в свой дом. Святой через несколько дней излечился от ран и стал совершенно здоровым.
В живописи XVI — первой половины XVII века получили распространение два иконографических типа «Мученичества святого Себастьяна»:
- Один характерен для художников, работавших в стиле барокко. Здесь представлена казнь святого — лучники расстреливают Себастьяна, привязанного к дереву.
- Второй вариант характерен для последователей Караваджо. Здесь представлена сцена посещения тяжелораненого Себастьяна богатой римлянкой Ириной, которую обычно сопровождают служанки. Караваджисты акцентировали страдания святого — Ирина часто вытаскивает стрелу из тела Себастьяна, доставляя ему тяжёлые страдания. На картине горизонтального формата де Латур придерживался именно этого варианта иконографии. Здесь Ирина извлекает стрелу из бедра святого (оригинал картины не сохранился, но дошло большое количество ранних копий полотна)[6].

Кэтрин Иббет связывает повышенный интерес художников к теме трагической судьбы святого Себастьяна и акта милосердия женщин по отношению к нему с Контрреформацией и религиозными войнами. В целом, по её мнению, французские полотна этого времени изображают почти исключительно процесс исцеления ран Себастьяна, а фигура святой Ирины становится не менее важной, чем самого Себастьяна. Она обращает внимание, что на картине «Святая Ирина врачует святого Себастьяна» лицо святого находится в тени, а вот рука Ирины, извлекающая стрелу, как и её лицо, освещены фонарём.

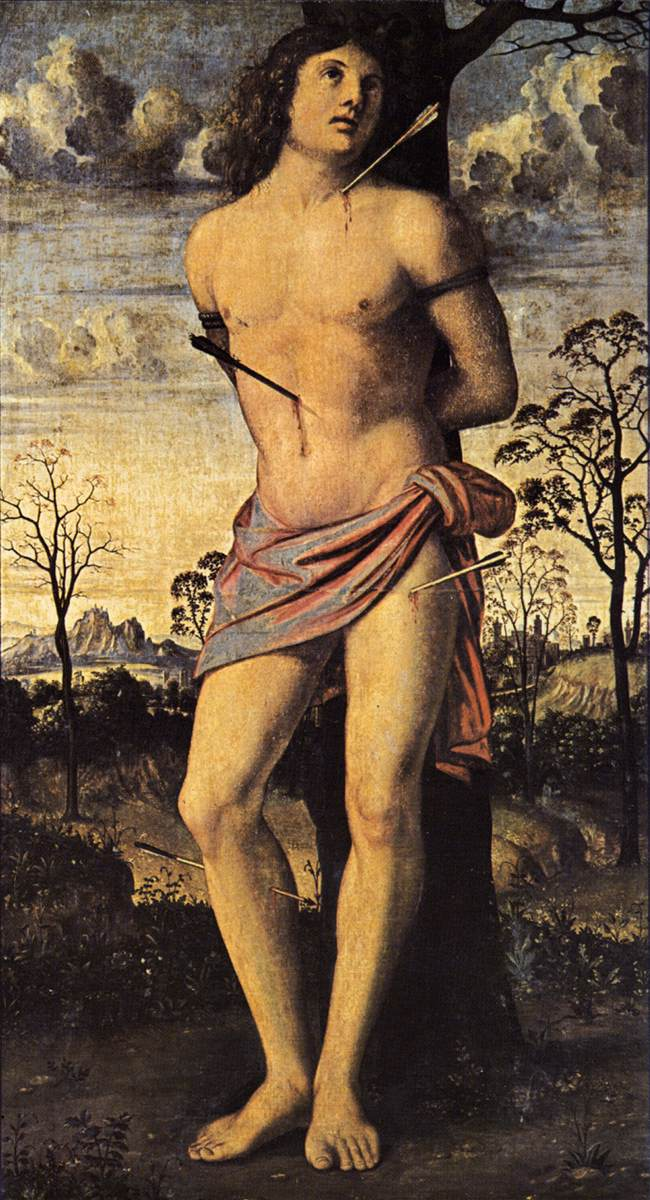
Марко Базаити. Святой Себастьян, I половина XVI век (первый тип иконографии)
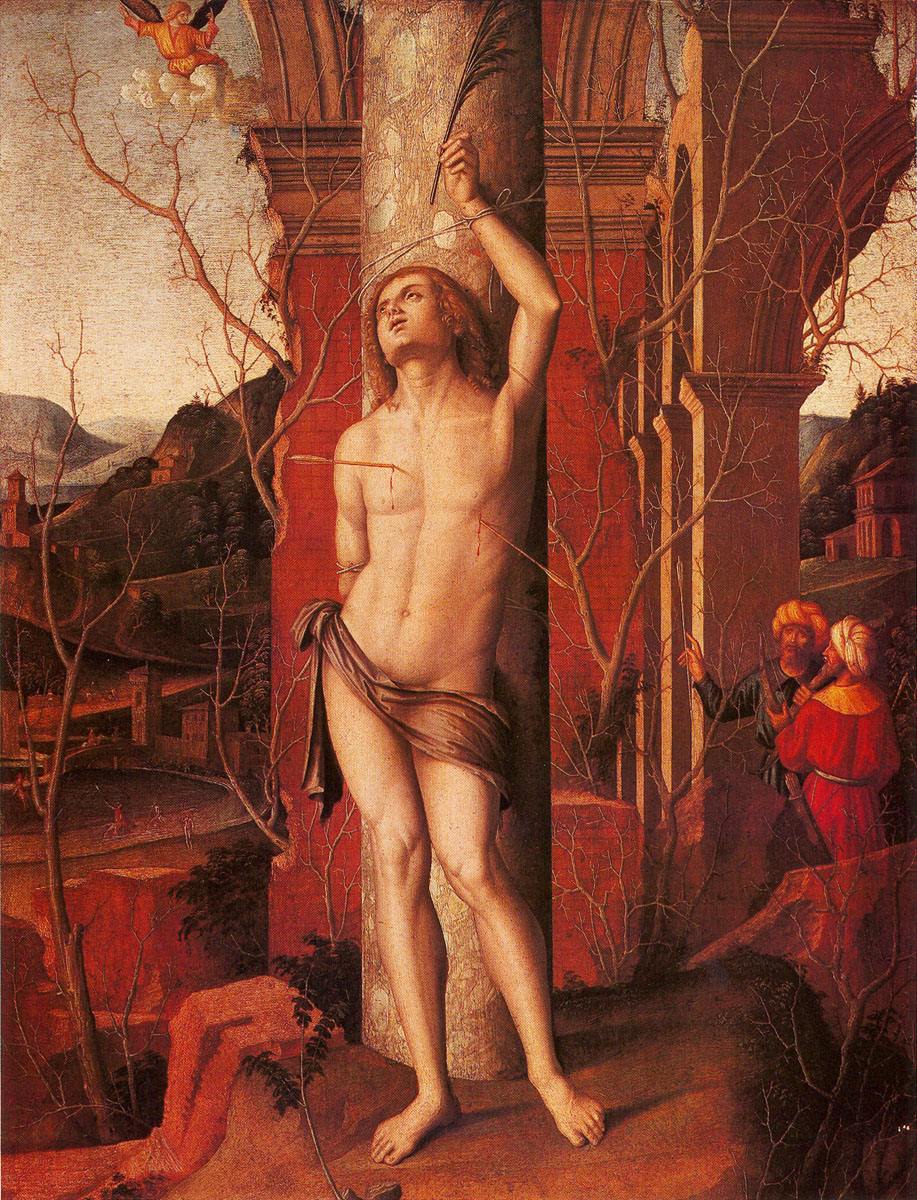
Марко Пальмеццано. Св. Себастьян. Ок. 1500. Городской музей изящных искусств, Будапешт (первый тип иконографии)
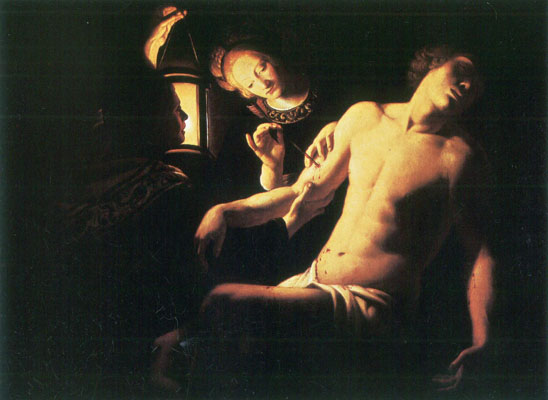
Трофим Биго. Святой Себастьян со святой Ириной, XVII век (второй тип иконографии)
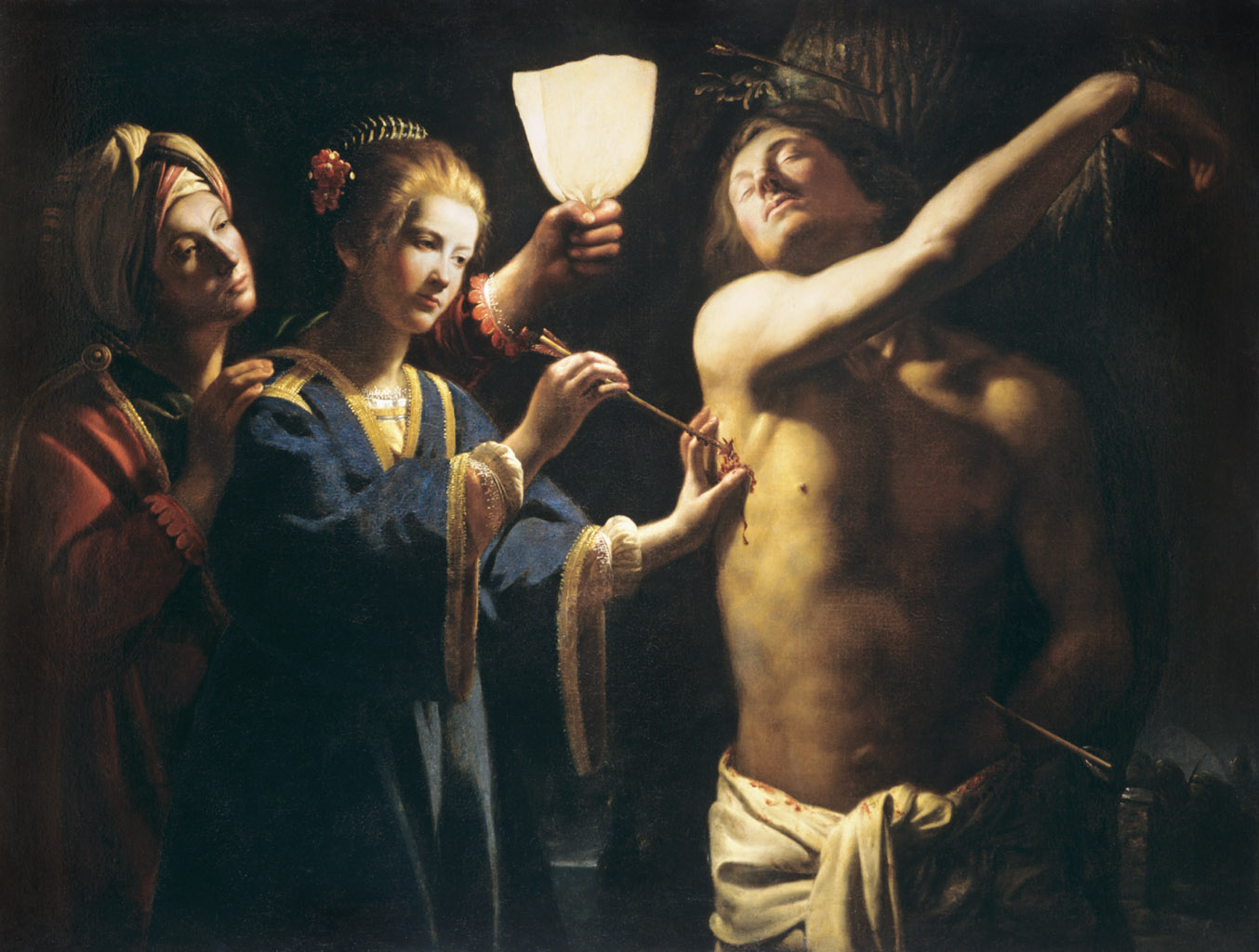
Мастер света свечи. Святой Себастьян со святой Ириной, начало XVII века, Музей изящных искусств Бордо[фр.] (второй тип иконографии)

Картина из Лувра близка второму типу. Присутствует Себастьян, брошенный умирать своими палачами, и четыре женщины, пришедшие к нему. Однако есть существенные отличия в сравнении со вторым типом иконографии. Во-первых, не делается акцент на страдании, Ирина не предпринимает попытки дотронуться до стрелы, торчащей из тела Себастьяна, стрела только одна («Золотая легенда» Иакова Ворагинского утверждает, что в тело Себастьяна вонзилось столько стрел, «что он стал подобен ежу») и из-под неё видна лишь одна капля крови. Во-вторых, женщины охвачены скорбью, как если бы святой был уже мёртв, что противоречит сюжету, так как в этот раз Себастьян будет спасён от смерти, и только спустя время он будет забит до смерти по приказу императора Диоклетиана. Фигуры женщин Золотов сравнивает с хором в древнегреческой трагедии, где разные голоса сливаются в монолитном звучании. Он называет эту картину реквиемом святому. Вернер Вайсбах видел Ирину в коленопреклонённой фигуре справа, однако Ю. Золотов обращает внимание, что наиболее богато одета женщина (а именно это должно выделять богатую римлянку среди служанок) с факелом, к тому же она держит святого за запястье, словно пытаясь ощутить пульс тяжелораненого, что может показывать духовную близость с Себастьяном. Золотов, правда, оговаривается, что с факелом в то время в подобных сценах обычно изображали слуг. У ног Себастьяна лежит шлем, напоминающий, что не только его палачи, но и он сам является воином.
Голый ствол дерева с двумя дубовыми листками, обвитый верёвкой, показывает, что действие происходит прямо на месте мученичества святого. Задний план занимает горный пейзаж, что является редкостью в творчестве художника, пренебрегавшего изображением природы.
Ю. Золотов обращает внимание на вотивный характер изображения: в Лотарингии в это время свирепствовала чума, а святой Себастьян воспринимался католиками как защитник от неё. В статье «Святой Себастьян: История культурной ассимиляции» (фр. «Saint Sébastien: histoire d’une assimilation culturelle») её автор Артур Тешмански утверждает даже, что де Латур написал это полотно по заказу городского совета, чтобы остановить эпидемию. «Золотая легенда» рассказывает о спасении святым от моровой язвы Италии в правление короля лангобардов Гумберта после воздвижения алтаря Себастьяну в храме Святого Петра в оковах в Павии и перенесении туда мощей Себастьяна из Рима.

## Художественные особенности картины

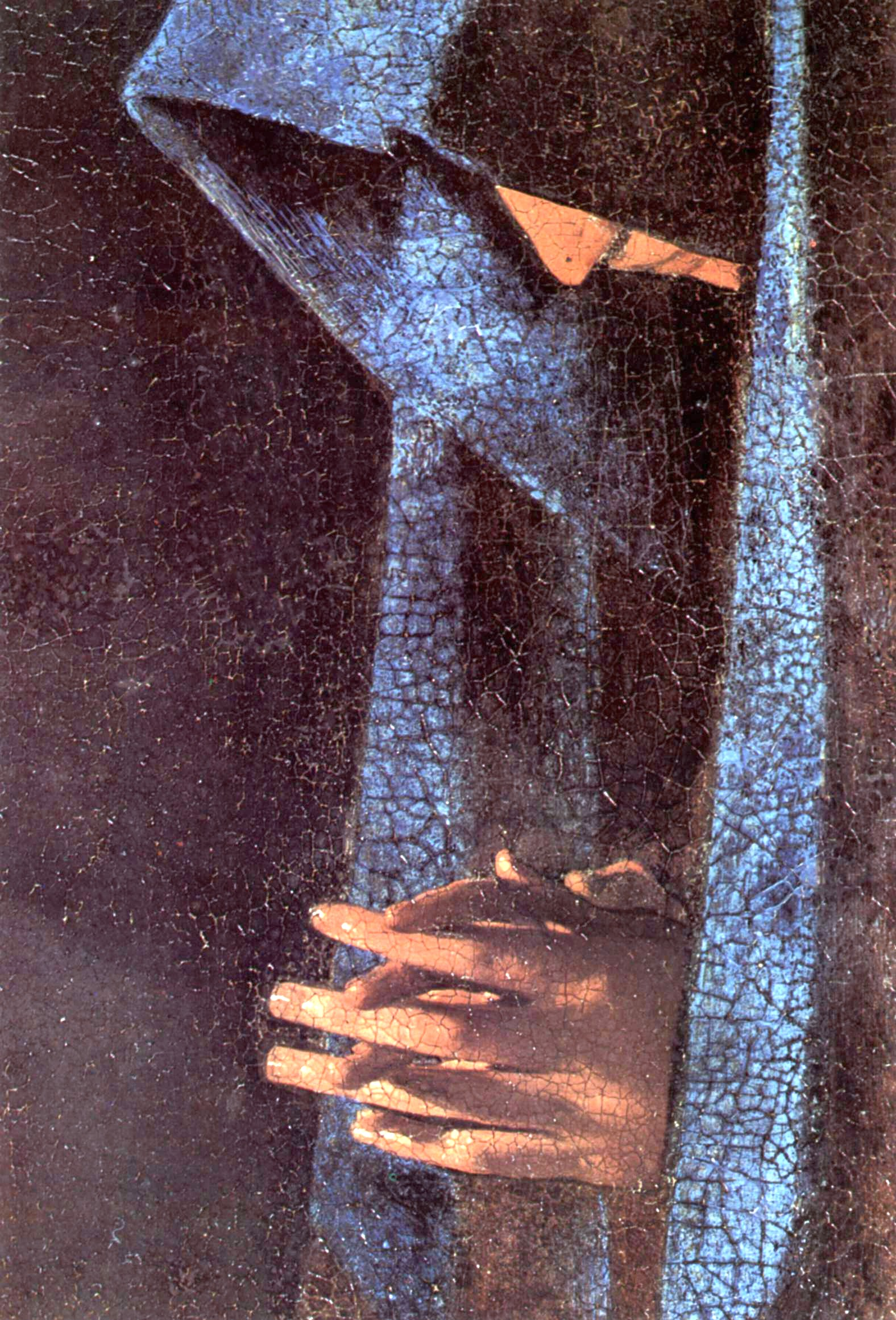
Плакальщица — фрагмент картины «Святой Себастьян»

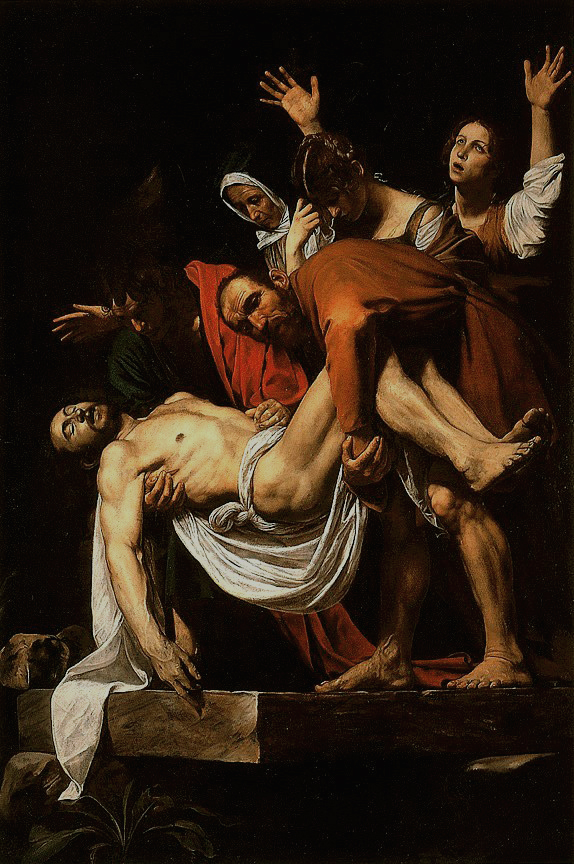
Караваджо. Положение во гроб, 1602—1603

Верхняя часть картины как бы нависает над зрителем, а нижние объекты, напротив, изображены так, как будто зритель смотрит на них сверху. Юрий Золотов предполагает, что это связано с тем, что художник писал сидя, а модель ставил прямо перед собой на близком расстоянии. По его мнению, художник слабо представлял себе правила перспективного построения пространства полотна и подходил к проблеме изображения интерьера с интуитивной точки зрения.
Кэтрин Иббетт обращает внимание на то, что обычно имеющийся в скрытой форме эротический подтекст иконографической модели второго типа — трогательная забота Ирины об обнажённом Себастьяне — на этой картине практически отсутствует, так как святой представляется уже мёртвым. На самом полотне из-за отсутствия действия ход времени не отражён. По мнению Иббетт, художник использует необычный приём — зритель смотрит на женщин, но сами женщины смотрят на святого. Художник как бы приглашает зрителя реагировать на полотно так же, как женщины относятся к телу святого. Самое важное, что при этом отсутствует сам акт милосердия Ирины — «композиционная элегантность отменила дидактику». По мнению Иббетт, художник заставляет зрителя размышлять над тем, что означает быть наблюдателем события при отсутствии возможности воздействовать на него. Зритель, внутренний (святая Ирина и её служанки) и внешний (рассматривающий картину и вдумывающийся в её смысл современный человек), являются пассивными наблюдателями за неизбежными событиями истории, которые исключают возможность для индивидуального воздействия на их ход. Иббетт считает, что такая проблема стала одной из ключевых в трагедиях эпохи классицизма, где герой-«мученик» бросает вызов государственной власти и гражданскому порядку.
Проведённая рентгенография полотна показала, что художник прямо по ходу работы над картиной вносил поправки, наиболее часто он это делал в фигуре святого Себастьяна.
Необычным является изображение освещения на картине. Пламя факела освещает ближайшие к нему объекты — лицо женщины и ствол дерева. Затем идут две женские фигуры, находящиеся в тени, а после этого снова свет разгорается на фигуре плакальщицы, хотя никакого светильника рядом с ней нет и, по мнению Ю. Золотова, быть не может. Тёмные силуэты создают своим присутствием драматический контраст светлым фигурам.
Композиция картины уникальна для творчества лотарингского художника. Фигуры на картине словно стоят на невидимой лестнице. Художник вводит каменные блоки в нижней части картины, чтобы показать значение пластической формы как важнейшего структурного элемента полотна. Авторы коллективной работы по творчеству де Латура, изданной в Милане в 1988 году, находят сходство в композиции «Мученичества святого Себастьяна» и картины «Положение во гроб» (1602—1603, Ватиканская пинакотека) Караваджо. На обоих полотнах персонажи расположены по диагонали, которая начинается в верхнем правом углу и заканчивается в левом нижнем. Нисходящий ритм, формируемый фигурами скорбящих, заканчивается на дугообразной линии тела Себастьяна и Христа.
По мнению Золотова, большую роль в картине играют две диагонали, а не одна: первая — торс, левая рука святого, движения женщин и жест плакальщицы; вторая — от правой голени Себастьяна через блики на фигуре женщины с факелом к самому факелу (вторая диагональ выявлена слабее и имеет уравновешивающее первой значение). По мнению Золотова, две диагонали придают композиции жёсткость и устойчивость её конструкции. Большую роль, по его мнению, играет также вертикальная ось от движения руки женщины, держащей запястье Себастьяна, через движение руки женщины в тёмной одежде к сложенным рукам женщины в синем капюшоне. Фланкируют эту центральную ось слева — ствол дерева, а справа — фигура плакальщицы, им вторят вертикально расположенный факел и вертикально падающие складки одежды женщин. Внизу размещены каменные блоки, укрепляющие устойчивость композиции. Большое количество прямых углов, изображённых на картине (рука и нога мученика и другие компоненты) показывают особенность мышления художника, которую некоторые исследователи называют «конструктивизмом».
В верхней части картины тёмно-синий цвет вступает во взаимодействие с ярко-красным и золотистой охрой. В нижней части глубокая тень нанесена тёмно-коричневым цветом.
Исследователи неоднократно обращали внимание на детальность проработки «Святого Себастьяна» и глубокую продуманность композиции картины. София-Мод-Мери Фернес даже предполагала, что картина была выполнена художником для получения статуса мастера.